# Zweisatz
Der Zweisatz ist ein Begriff aus der Mathematikdidaktik. Er liefert ein Berechnungsverfahren für proportionale Wertepaare ausgehend vom Proportionalitätsfaktor (Grundwert). Der Begriff kommt daher, dass man dieses Proportionalitätsproblem typischerweise in zwei Sätzen formuliert und löst.
I. Das gegebene Grund-Verhältnis (entsprechender Wert für die Basiseinheit).
II. Der entsprechende Wert für eine Vielfachheit der Grundmenge.
Vor der Anwendung des Zweisatzes ist stets zu prüfen, ob die Voraussetzung einer proportionalen Zuordnung (in Beispiel 1: keine progressiven Preisrabatte, in Beispiel 2: konstante Geschwindigkeit) gegeben ist.
Zur Berechnung wird der Grundwert mit der Vielfachheit multipliziert.

## Beispiele

### Beispiel 1
Ein kg Äpfel kostet 2 Euro. Wie viel kosten 3 kg?
Rechnung:
|    | Äpfel in kg | Preis in € | Rechne: |
| 1. | 1           | 2          | ·3      |
| 2. | 3           | 6          |         |

Lösung: 3 kg Äpfel kosten 6 Euro.

### Beispiel 2
Ich fahre mit 80 km/h. Wie weit komme ich in 3 Stunden?
Rechnung:
|    | Zeit in Stunden | Strecke in km | Rechne: |
| 1. | 1               | 80            | ·3      |
| 2. | 3               | 240           |         |

Lösung: Ich komme 240 km weit.

### Beispiel 3
Ohmsches Gesetz: Ein ohmscher Widerstand beträgt 25 Ohm. Welche Spannung fällt am Widerstand ab, wenn ihn ein Strom von 3 A durchfließt?
Rechnung:
|    | Strom in Ampere | Spannung in Volt | Rechne: |
| 1. | 1               | 25               | ·3      |
| 2. | 3               | 75               |         |

Lösung: Es fällt eine Spannung von 75 V ab.
Hinweis: Beim Ohmschen Gesetz im Kapitel Beschreibung findet sich eine Merkhilfe zu diesem Beispiel.

## Varianten

### Variante 1
Manchmal können auch mehrere Größen variiert werden.
Beispiel: Jedes Huhn legt pro Tag ein Ei. Wie viele Eier legen 10 Hühner in einer Woche?

### Variante 2
Auch die umgekehrte Richtung (Berechnung des Durchschnitts) spielt häufig eine Rolle, wenn der Wert für eine größere Menge gegeben ist.
Beispiel: Meine 20 Mitarbeiter erwirtschaften im Monat 200.000 Euro. Wie viel erwirtschaftet jeder Mitarbeiter durchschnittlich im Monat (am Tag)?
Diese Durchschnittswerte werden benötigt, wenn man von einem Verhältnis auf ein anderes schließen will (siehe Dreisatz).